# 小德金
小德金（法語：Chrétien-Louis-Joseph de Guignes，1759年—1845年），又译为小德经，法国外交官、汉学家，著名汉学家德金之子。

## 生平
小德金早生跟随父亲德金学习中文。1784年，他与遣使会士罗广祥（Nicolas-Joseph Raux）一同来到中国。后担任过法国驻广州领事馆随员、法皇驻广州代表。1794年到1795年间，担任荷兰遣华使节团正使蒂进的翻译。1795年他随蒂进使节团在北京觐见乾隆帝，以庆祝乾隆帝登极六十年。1801年他返回法国。
此后他于1808年出版《北京、马尼拉、毛里求斯岛游记》（Voyage a Pékin, Manille et l'Île de France）。同年他奉拿破仑之命编撰《汉语、法语、拉丁语词典》（Dictionnaire Chinois, Français et Latin），并于1813年完成。不过后来汉学家雷慕沙（Jean-Pierre Abel-Rémusat）等人发现，其中的内容基本都是抄袭自方济会士叶尊孝（Basilio Brollo de Glemona）的《汉拉词典》。尽管有许多争议，他还是当选了法兰西科学院院士与法兰西文学院院士。